# Narcissia ahearnae
Narcissia ahearnae is een zeester uit de familie Ophidiasteridae.
De wetenschappelijke naam van de soort werd in 2007 gepubliceerd door Pawson.